# Victor Schelstraete
Victor Ilunga Schelstraete (* 14. Januar 1996 in Ostende) ist ein belgischer Boxer.

## Karriere
Er trainiert im Boxing Club Golden Gloves in Gent und bestritt 2017 drei erfolgreiche Profikämpfe in Belgien.
Bei den Europaspielen 2019 in Minsk schied er im Achtelfinale des Schwergewichts gegen den späteren Goldmedaillengewinner Muslim Gadschimagomedow und bei den Weltmeisterschaften 2019 in Jekaterinburg in der zweiten Vorrunde gegen Cheavan Clarke aus.
Bei der europäischen Olympiaqualifikation 2020 unterlag er im Achtelfinale des Schwergewichts. 2021 nahm er an den Weltmeisterschaften in Belgrad teil, wo er im neugeschaffenen Cruisergewicht an den Start ging. Durch Siege gegen Shochjachon Abdullajew (KO), Damir Plantić (5:0) und Conner Tudsbury (3:2) zog er als bislang erster belgischer Boxer in ein WM-Halbfinale ein, wo er dann gegen Keno Machado (0:5) ausschied.
Bei der Europameisterschaft 2024 in Belgrad verlor er im Achtelfinale des Schwergewichts gegen Loren Alfonso. Beim 2. olympischen Qualifikationsturnier im Juni 2024 in Bangkok siegte er gegen den Jordanier Odai Al-Hindawi, den Armenier Narek Manasian und den Franzosen Soheb Bouafia, womit er sich für die Olympischen Spiele 2024 in Paris qualifizierte, wo er im Viertelfinale gegen Enmanuel Reyes ausschied.